# Flaminio Ponzio
Pour les articles homonymes, voir Ponzio.

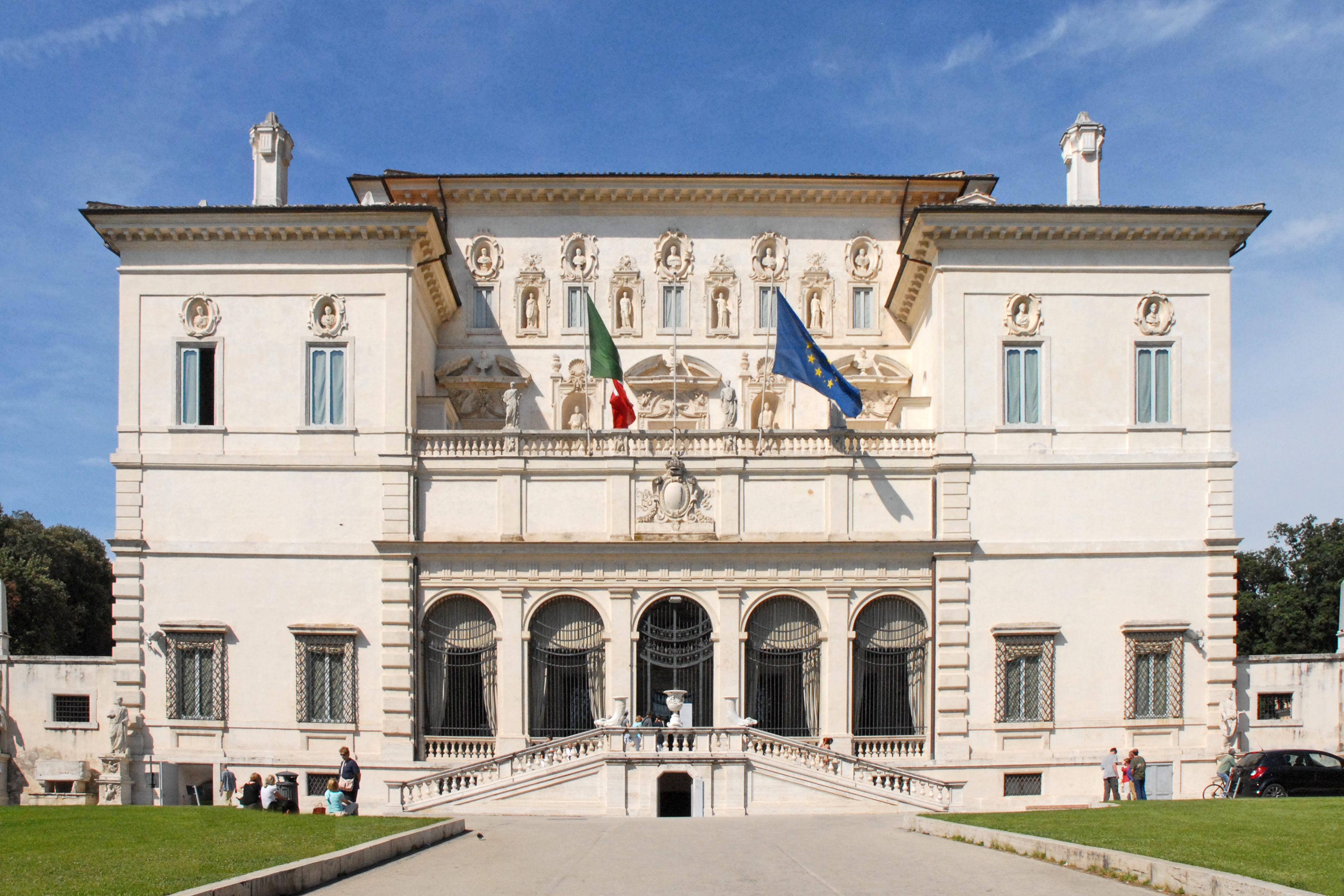
La villa Pinciana (maintenant la Villa Borghese) construite en 1613, par Flaminio Ponzio et son assistant Giovanni Vasanzio

Flaminio Ponzio ( Viggiù, 1560 - Rome, 1613) était un architecte italien actif à la fin de la Renaissance, lors de la période maniériste. Il était au service de Rome comme architecte du pape Paul V.

## Biographie
Flaminio Ponzio est né près de Varèse, et il est mort à Rome. Après une formation à Milan, il s'installe à Rome, où il travaille brièvement avec Domenico Fontana.

## Œuvres choisies
- La conception de la Chapelle Paolina (Chapelle de Paul V) en Santa Maria Maggiore (1605-1611)
- Façade sur la Via Ripetta de Palais Borghèse (1605-1607)
- Les oratoires de Sainte-Barbe et Sainte Silvia sur la Colline du Caelius près de l'Église San Gregorio al Celio (1608)
- La Villa Borghese Pinciana , (1609-1613), aussi appelé le Casino Nobile, actuellement la villa de banlieue hébergeant le musée Galerie Borghèse.
- Casa di Flaminio Ponzio (1610)
- Fontaine de l'Acqua Paola sur le Janicule (1610)
- La restauration et la création de la nouvelle coupole de l'église de Sant'Eligio degli Orefici
- La conception de San Sebastiano et de Palazzo Rospigliosi, dans la Colline du Quirinal, réalisé par Giovanni Vasanzio (1612)
- Palais Sciarra (1613)
- La Villa Torlonia, à Frascati

## Sources
- (en) Biographie sur Web Gallery of Art
- (en) Biographie sur le site de www.cartage